# 기병대위

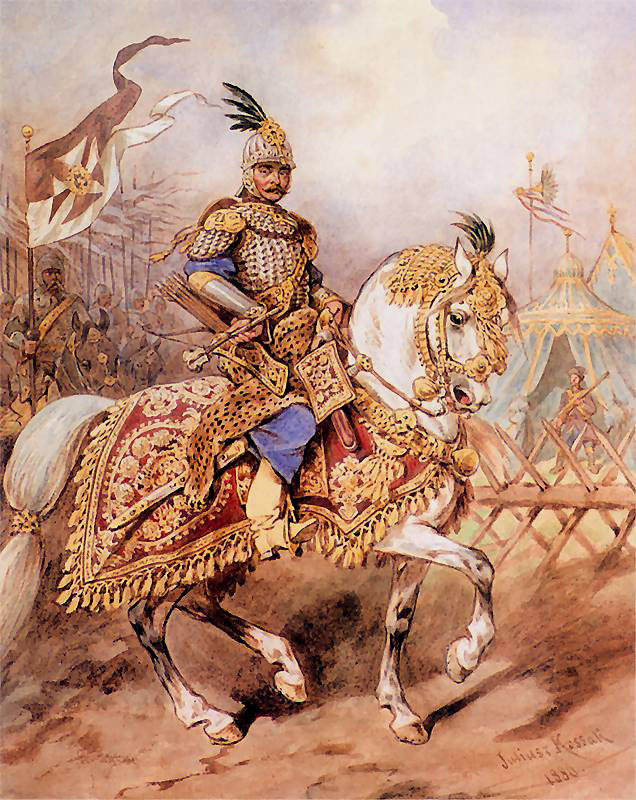
폴란드의 기병대위

기병대위(독일어: Rittmeister, 스웨덴어: ryttmästare, 덴마크어: ritmester, 노르웨이어: rittmester, 네덜란드어: Ritmeester, 폴란드어: rotmistrz, 순다어: ratsumestari, 리투아니아어: rotmistras, 러시아어: ротмистр)는 독일, 오스트리아-헝가리, 스칸디나비아, 폴란드 등의 국가에 존재했던 기병대 장교 계급이다. 기병대위는 1개 중대를 책임졌으며, 미군의 대위에 상당한다.
현대에는 대개 사용되지 않는 계급이나, 오늘날에도 네덜란드에서는 왕립 네덜란드 육군 기병대에 기병대위 계급이 있으며, 노르웨이에서는 기계화보병 및 기갑 장교들의 계급으로 존속하고 있다.